# Joe Thuney
Joseph „Joe“ Thuney (geboren am 18. November 1992 in Centerville, Ohio) ist ein US-amerikanischer American-Football-Spieler auf der Position des Guards. Er spielte College Football für die North Carolina State University und steht seit 2025 bei den Chicago Bears in der National Football League (NFL) unter Vertrag. Mit den New England Patriots gewann Thuney den Super Bowl LI und den Super Bowl LIII, mit den Kansas City Chiefs gewann er den Super Bowl LVII und Super Bowl LVIII.

## College
Thuney besuchte die Alter High School in Kettering, Ohio. Von 2011 bis 2015 ging er auf die North Carolina State University, um College Football für die NC State Wolfpack zu spielen. Nach einem Jahr als Redshirt kam er 2012 in acht Spielen zum Einsatz, bevor er ab der Saison 2013 drei Jahre lang Starter war. Dabei wurde Thuney auf allen fünf Positionen in der Offensive Line eingesetzt. Wegen Pfeifferschem Drüsenfieber verpasste er vier Spiele der Saison 2014. In seinem letzten Jahr am College wurde Thuney in das First-team All-ACC sowie von USA Today zum All-American gewählt. Damit war er der erste Offensive Lineman von North Carolina State seit 1979, der als All-American ausgezeichnet wurde.

## NFL
Thuney wurde im NFL Draft 2016 in der dritten Runde an 78. Stelle von den New England Patriots ausgewählt. Bei den Patriots stand er von Beginn an in der Startaufstellung und spielte als Left Guard. Thuney gelangte mit den Patriots in den Super Bowl LI (34:28 gegen Atlanta), den Super Bowl LII (33:41 gegen Philadelphia) und den Super Bowl LIII (13:3 gegen die Los Angeles Rams). Ihm gelang es als erstem Spieler, in seinen ersten drei Saisons in der NFL jeweils als Starter im Super Bowl zu stehen.
Nach dem Auslaufen seines Rookievertrags belegten die Patriots Thuney im März 2020 mit dem Franchise Tag, der ihm rund 15 Millionen Dollar für die Saison 2020 garantierte.
Im März 2021 unterschrieb Thuney einen Fünfjahresvertrag über 80 Millionen Dollar bei den Kansas City Chiefs und übernahm auch dort die Position des Left Guards. In der Saison 2022 wurde Thuney in den Pro Bowl gewählt. Zudem gewann er mit den Chiefs den Super Bowl LVII mit 38:35 gegen die Philadelphia Eagles. In der Saison 2023 gewann Thuney erneut mit den Chiefs den Super Bowl, im Super Bowl LVIII besiegte man die San Francisco 49ers mit 25:22 nach Overtime. Thuney verpasste den Super Bowl dabei verletzungsbedingt, nachdem er sich in den Play-offs eine Brustmuskelverletzung zugezogen hatte. Zuvor hatte er alle 17 Spiele der Regular Season und zwei Play-off-Spiele bestritten. Thuney wurde erneut in den Pro Bowl sowie erstmals in das first-team der All-Pro-Auswahl von Associated Press gewählt. Mit vier Super-Bowl-Siegen war Thuney nach der Saison 2023 der erfolgreichste aktive Spieler in der NFL. Nach der Saison 2024 wurde er wieder in den Pro Bowl gewählt und erreichte mit den Chiefs zum dritten Mal hintereinander den Super Bowl. Diesen verloren sie jedoch deutlich mit 22:40 gegen die Philadelphia Eagles, wobei die Offensive Line der Chiefs von der gegnerischen Defensive Line dominiert wurde. Dabei spielte Thuney im Super Bowl wie schon seit der zweiten Saisonhälfte auf der Position des Left Tackles, nachdem andere Spieler auf dieser Position nicht hatten überzeugen können, und wurde als Left Guard von Mike Caliendo vertreten.
Im März 2025 gaben die Chiefs Thuney im Austausch gegen einen Viertrundenpick 2026 an die Chicago Bears ab.